# Lilly Grote
Lilly Grote (* 4. September 1948 in Bad Bentheim) ist eine deutsche Dozentin, Filmemacherin, Filmregisseurin, Filmtonmeisterin und Künstlerin. Sie produziert sowohl Kino- als auch Fernsehfilme und Dokumentationen. Ihre Kunstwerke (v. a. Lichtboxen) werden im In- und Ausland auf Ausstellungen präsentiert.

## Leben
Lilly Grote wurde am 4. September 1948 in Bad Bentheim geboren. Sie studierte von 1970 bis 1975 Kunsterziehung an der Kunsthochschule in Kassel und absolvierte ihr Referendariat 1976 in Frankfurt a. M. Dort arbeitete sie auch als Fotografin und Künstlerin. Sie wechselte zum Film und studierte von 1977 bis 1982 an der Deutschen Film- und Fernsehakademie Berlin (DFFB). Sie gilt als eine Pionierin der experimentelleren Produktionen der DFFB. Ab 1986 ist sie dort als Lehrbeauftragte tätig. In demselben Jahr gründete Grote zusammen mit Ulrike Herdin die Produktionsfirma SO 36 Film.
Seit 1977 arbeitet Lilly Grote auch als freischaffende Künstlerin. 1992 baute sie ihre erste Lichtbox von mittlerweile über 250. Ihre Werke wurden auf Ausstellungen im In- und Ausland z. B. im KUBUS präsentiert.
Lilly Grote lebt und arbeitet in Berlin.

## Schaffen

### Filmisches Schaffen
Ihren ersten Film drehte Lilly Grote 1978 während ihres Studiums an der DFFB in Berlin im ersten Studienjahr gemeinsam mit Christine Domkowski und Kirsten Jepsen. Er trägt den Titel Sechs Schritte längs – vier Schritte quer und thematisiert die Planung eines neuen Frauengefängnisses, in dem die Kommunikation der Insassen mittels der Architektur unterbunden werden soll. Es werden die beiden Architekten zwei ehemaligen Gefangenen des Frauengefängnisses Lehrterstraße gegenübergestellt. Sie führte dabei Regie, schrieb das Drehbuch und war für die Kamera und den Schnitt verantwortlich. Während ihrer Zeit am DFFB belegte sie Seminare bei Gisela Tuchtenhagen und produzierte weitere Filme, bei denen sie u. a. mit Irina Hoppe, Heide Breitel und Christine Domkowski zusammenarbeitete. So in der Dokumentation Küche – Theater – Krankenhaus aus dem Jahr 1979. Der Film hatte auf der Duisburger Filmwoche 3, 1979, seine Premiere.
Außerdem produzierte sie ihre ersten Experimentalfilme, wie Endlose Verabredung. Darin verliebt sich eine Frau in den Zustand des Wartens und findet zu einer phantastischen Welt. Lilly Grote arbeitet dabei auch mit dem Guckkastenprinzip, sodass der Zuschauer in ein Miniaturhaus schaut, in dem das Miniaturmobiliar und ebensolche Figuren zu sehen sind. Dabei werden „durch einfache mechanische Konstruktionen (z. B. Sandmotor) Figuren in Modelllandschaften in Bewegung gesetzt. […] Tricksequenzen gehen unmerklich in real gefilmte Szenen über.“ So hat der Film etwas Poetisch-märchenhaftes. Auch in dem mit Irina Hoppe zusammen produzierten Film BRDDR (1981) experimentiert sie, insbesondere auch mit dem Ton. Beide Filme hatten auf den Oberhausener Kurzfilmtagen 1979 und 1981 ihre Premiere. In Grotes Abschlussfilm an der DFFB von 1982 Oder was sonst noch geschah hingegen wirken die Szenen eher dokumentarisch. Es wird die Liebe von Peter und Irina in der Hausbesetzerszene der 1980er Jahre erzählt.
Ihr weiteres filmisches Werk umfasst ein breites inhaltliches Spektrum, mit einer Spannbreite von politisch über sozial bis zu ethnografisch und experimentell.
Mit dem Kurzspielfilm Ariel (1984) greift Grote zusammen mit Angelika Levi das Thema von Franz Kafkas Erzählung Unglücklichsein auf. In dem Film bekommt eine junge Frau Besuch von Ariel dem Luftgeist. Der Film hatte seine Premiere bei den Internationalen Kurzfilmtagen Oberhausen 1985.
Ihr Film Oranisches Tor (1986), bei dem sie neben der Regie auch für das Drehbuch und die Produktion (zusammen mit Ulrike Herdin) verantwortlich war, wurde von der Deutschen Film- und Medienbewertung mit dem Prädikat „wertvoll“ bewertet.
Als Beispiel für ethnografische Filme ist die Trilogie Inside – Outside, Staßfurt – Windhoek, Oshilongo Shange – Mein Land zu nennen, die sie zusammen mit Julia Kunert in den Jahren 1990 bis 1992 produzierte. In diesem Werk beschreibt sie das Schicksal der DDR-Kinder von Namibia. Durchgängig bleibt die Grundsituation der Kinder erhalten, sowohl in der DDR als auch in Namibia: sie gehören zwar dazu, aber gleichzeitig auch nicht.
Ein politisches Thema griff Grote 1990/91 in dem Film Berlin, Bahnhof Friedrichstraße, 1990 auf, den sie zusammen mit den drei Filmemacherinnen Konstanze Binder, Julia Kunert und Ulrike Herdin produzierte. Sie dokumentiert darin den Abbau des Grenzübergangs am Bahnhof Friedrichstraße. Die taz schreibt dazu: „Der Film verbindet auf kluge Weise das physische Wiederzusammenwachsen […] mit Gesprächen über die Vorstellungen und Ängste, die die Wiedervereinigung begleiten.“ Der Film hatte seine Uraufführung auf den Internationalen Filmfestspielen Berlin 1991. Sie hat ihn später als Teil der Installation Staub benutzt, die in der Ausstellung NACHBARSCHAFTEN in Berlin (West), West-Berlin, Westberlin im Haus am Lützowplatz gezeigt wurde. Hierin wird deutlich, dass es Verbindungen gibt zwischen ihrem filmischen und künstlerischen Schaffen.
In dem Kinofilm Daily Chicken (1997) erzählt Grote die Geschichte der Zwillinge Marie und Maja, die in einer norddeutschen Provinzstadt, deren Einwohner hauptsächlich von der Arbeit in einer Hähnchenfabrik leben, nach einem schweren Verkehrsunfall ihrer Mutter plötzlich auf sich alleine gestellt sind. Das Webportal Filmdienst bezeichnet dieses Drama als „ein ironisch gebrochenes filmisches Experiment, das sich gegen alle Schubladen sperrt: eindrucksvoll fotografiert […]“. Die Uraufführung war auf dem Filmfestival Max Ophüls Preis 1997. Der Film kam am 24. Juli 1997 in die Kinos.
Für das Fernsehen drehte Grote ebenfalls Filme: in der Reihe: Fremde Kinder ZDF/3Sat Ich bin der Eiffelturm, 2003. Darin wird einfühlsam der Alltag des neunjährigen Jungen Emmanuel Wisman dokumentiert, der taub ist, aber aufgrund einer Operation mit Hilfe eines Cochlea-Implantats gelernt hat zu sprechen. In Stark fürs Leben kommen vor allem Kinder zu Wort und nicht alle haben eine glückliche Kindheit. Lilly Grote begibt sich auf die Reise bis zur Zirkusschule Chapito nach Lissabon. Beide Dokumentationen beschäftigen sich mit Kinderschicksalen.
Als Kamerafrau drehte sie unter der Regie von Helmut Herbst die Dokumentation Lebende Photographien auf einem laufenden Bande - Guido Seeber 1879 - 1940. Der Film zeigt bzw. erklärt viele Film- und Kameratricks des Filmpioniers Guido Seeber. Ebenfalls stand sie 1985 hinter der Kamera bei dem Spielfilm Zärtlichkeiten von Maria Lang, 1989 bei dem Dokumentarfilm Die Deutschen und ihre Männer. Bericht aus Bonn von Helke Sander und 1991 bei dem Spielfilm Das alte Lied von Ula Stöckl (Kamera zusammen mit Julia Kunert).
In vielen Filmen arbeitete Grote als Tonfrau mit. So drehte der Filmregisseur Rosa von Praunheim mit ihr einige Filme, bei denen sie für den Ton verantwortlich war, z. B.: Für mich gab 's nur noch Fassbinder (2000) und Dein Herz in meinem Hirn (2005). Bei diesen Filmen wirkte auch die Regisseurin Elfi Mikesch mit, für deren eigene Filmprojekte Lilly Grote ebenfalls oft als Tonfrau tätig war. So bei den Film Mondo Lux – Die Bilderwelten des Werner Schroeter (2011), in dem seine letzten vier Lebensjahre auf würdevolle und intime Weise mit der Kamera begleitet werden. Oder auch bei Soldaten Soldaten, der die „menschliche Organisationsform“ Krieg zum Thema hat. Beide Filme liefen auf den Internationalen Filmfesttagen von Berlin.
2019 sorgte Grote für den Ton bei Ich bin Anastasia von Thomas Ladenburger. Darin wird die Geschichte einer Transsexuellen gezeigt, die später als Frau für die Bundeswehr nach Afghanistan geht. Er wurde uraufgeführt am 10. Mai 2019 beim DOK.fest in München.
Unter der Rubrik Wiederentdeckt wurden am 6. Mai 2022 drei Filme von Lilly Grote nochmals im Zeughauskino gezeigt: Oder was sonst noch geschah zusammen mit Endlose Verabredung und Daily Chicken.

### Künstlerisches Schaffen
Nach dem Besuch der Kunsthochschule in Kassel 1977 begann Lilly Grote als freischaffende Künstlerin zu arbeiten.
In die von ihr geschaffenen Lichtboxen fließen viele ihrer bisherigen Erfahrungen und erworbenen Fähigkeiten ein. Im Jahr 1992 fand sie ein Fenster auf der Straße und baute daraus ihre erste Lichtbox. Ihre Vorbilder waren Joseph Cornell und Marcel Duchamp, doch entwickelte sie ihre ganz eigene Form dieser Kunst. Ihre Boxen sind dreidimensionale Kästen mit einer Glasfront, durch die man eine Szene betrachten kann. In diesen Boxen entstehen kleine Universen und es werden Dinge aus ihrem normalen Bezug herausgenommen – oder wie es Lilly Grote selbst sagt: „ent-ortet“. Als eine Inspirationsquelle für den Inhalt und die Gestaltung spielt der Traum eine wichtige Rolle. Sie schafft sowohl Einzelboxen als auch Serien zu ausgewählten Themen, so z. B. Floor aus dem Jahr 2016 und Zwischenraum von 2017, die in Neustrelitz in der Fabrik.Galerie für gegenwärtige Kunst ausgestellt wurden.
Zu ihren ersten Ausstellungen zählen die Box Andante con moto im Museum of Installation in London (1999), Boxen bei Fett 6 Raum für Kunst in Hamburg (2005) und Himmel im Kasten im Haus am Lützowplatz, Studiogalerie in Berlin (2005/06).
Mit der Ausstellung 24h Zukunft (2015) eröffnete Grote dem Betrachter die Welt des Imaginären. Für Elfie Mikesch sind die Lichtboxen Zeitmaschinen in Miniatur.
In der transform Studio und Galerie in Berlin fasste Grote unterschiedliche Lichtboxen in Themenfeldern zusammen. Mit der Frage: Erkenne ich mich selbst in den Augen der anderen? beschäftigte sich die Ausstellung I.dot im Jahr 2016. Die gezeigten Lichtboxen schaffen Räume, in denen sich unzählige Möglichkeiten für den Betrachter eröffnen. Christina Schachtschabel, Autorin und Filmschaffende, drückte es in ihrer Eröffnungsrede so aus: „Das Ich geht in der Betrachtung von Lilly Grotes Lichtboxen auf selbstlose Wanderung durch ein imaginiertes Haus, was hier oder auch da stehen könnte.“
Grote war auch an Gruppenausstellungen beteiligt. Die Ausstellungen 9/11 - 11/9, Zwei Tage, die die Welt bewegten und From the ashes 10 years later entstanden im Rahmen eines Künstleraustausch mit New Yorker Künstlern und thematisieren die Terroranschläge vom 11. September 2001. An weiteren internationalen Gruppenausstellungen beteiligte sie sich z. B. 2018 in Helsinki: Berlin – Presentation in der AVA Galleria.
Neben den Lichtboxen umfasst ihr künstlerisches Werk auch Installationen, Audioproduktionen und Fotoprojekte. Ihre Installation Staub ist bekannt geworden und wurde bei verschiedenen Ausstellungen gezeigt. In Zeigen. Audiotour durch Berlin von Karin Sander war sie mit ihrem kurzen Beitrag Audio ein Teil des Puzzles von Berlin in der Temporären Kunsthalle (2009/10).
Seit 2011 gestaltet Grote zusammen mit der New Yorker Künstlerin Katy Martin ein Fotoprojekt: Jede Woche schicken sie sich gegenseitig ein Foto. Aus diesen Bildern entstand 2022 der Fotofilm Berlin – New York Sunday JPEG Pals in Kollaboration mit Katy Martin. Die über 1000 Fotos und die zahlreichen „field records“ aus Berlin und New York werden mit Digital Audio Workstations (DAWs) bearbeitet und komponiert. Es entsteht ein Klangteppich.

## Filme (Auswahl)

### Als Regisseurin
- 1978: Endlose Verabredung
- 1979: Küche – Theater – Krankenhaus
- 1982: Oder was sonst noch geschah
- 1990: Inside – Outside
- 1990: Staßfurt – Windhoek
- 1991: Berlin, Bahnhof Friedrichstraße 1990
- 1991/1992: Oshilongo Shange – Mein Land

### Als Tonfrau
- 1993: Soldaten, Soldaten
- 1994: Bombenwerfer
- 2000: Für mich gab’s nur noch Fassbinder
- 2001/2002: Mon Paradis – Der Winterpalast
- 2005: Dein Herz in meinem Hirn
- 2007: Fassbinders Berlin Alexanderplatz. Ein Megafilm und seine Geschichte
- 2010: Judenburg findet Stadt
- 2011: Mondo Lux – Die Bilderwelten des Werner Schroeter
- 2019: Ich bin Anastasia

### Als Kamerafrau
- 1979: Lebende Photographien auf einem laufenden Bande – Guido Seeber 1879–1940
- 1985: Zärtlichkeiten
- 1989: Die Deutschen und ihre Männer. Bericht aus Bonn
- 1990/91: Das alte Lied

### Als Mitwirkende in mehreren Bereichen
(P: Produktion, R: Regie, S: Schnitt/Montage, D: Drehbuch, Dst.: Darstellerin, K: Kamera, T: Ton)
- 1978: Russel II (R, D)
- 1978: Sechs Schritte längs – vier Schritte quer (R, D, K, S)
- 1979: Endlose Verabredung (R, D, K, S, T)
- 1980: Küche – Theater – Krankenhaus (R, D, K, S, T)
- 1981: 1 : 35 Millionen (R, D, K, S, T)
- 1981: BRDDR (R, D, K, S)
- 1984: Ariel (Dst., R, D, K, S)
- 1986: Oranisches Tor (R, D, P)
- 1991: Berlin, Bahnhof Friedrichstraße, 1990 (P, R, D, K)
- 1997: Daily Chicken (R, D)
- 2003: Ich bin der Eiffelturm (R, D)
- 2008: Stark fürs Leben (R, D)

## Ausstellungen (Auswahl)
- 1999: Andante Con Moto, MOI Museum of Installation, London
- 2003: 5. Dezember – 20. Dezember 2003, Alice in the box, Laine Art, Berlin
- 2004: 13. Mai – 4. Juli 2005, Poetische Welten in Kästen, Fabrik.Galerie für gegenwärtige Kunst, Neustrelitz LINK, mit Dietmar Gallinat
- 2005: 23. Februar – 24. März 2005, Boxen, Fett 6 Raum für Kunst, Hamburg
- 2005/06: 4. Dezember 2005 – 15. Februar 2006, Himmel im Kasten, Haus am Lützowplatz Studiogalerie, Berlin
- 2006: 10. November – 22. Dezember 2006, Imagination, Galerie Beyer – Galerie für zeitgenössische Kunst, Dresden
- 2009: NACHBARSCHAFTEN in Berlin (West), West-Berlin, Westberlin, Haus am Lützowplatz, Berlin, Staub – Installation von Lilly Grote, weitere Künstler: Elvira Bach, Hanna Frenzel, Christian Hasucha, Verena von Hugo, Sven-Åke Johansson, Dietmar Kirves, Angelika Margull, Jakob Mattner, Helmut Metzner, Norbert Radermacher, Eva-Maria Schön, Christiane Seiffert, Dagmar Uhde, Suse Wiegand, Mathilda Wolf
- 2009: 2. November – 1. Dezember 2009, 9/11 – 11/9 – Zwei Tage, die die Welt bewegten, Hewitt Gallery, New York, Gruppenausstellung mit Lilly Grote, Blonay Fuchs, Ulla Walter, Michael Arantes Müller, Lucas Böttcher. New Yorker Künstler: Jo Wood-Brown, Maura Sheehan, Barbara Friedman, Marcy Rosenblat, Katy Martin, Sandi Slone, Robert Janz
- 2009/10: 6. Dezember 2009 – 10. Januar 2010, Zeigen. Eine Audiotour durch Berlin von Karin Sander, Temporäre Kunsthalle Berlin, Gruppenausstellung von 500 Berliner Künstlerinnen und Künstlern LINK. Lilly Grotes 1 Minute und 45 Sekunden AUDIO ist ein Teil vom Berlin-Puzzle
- 2010: 4. September – 23. Oktober 2010, Andere Welten, Galerie Abakus, Berlin
- 2011: From The Ashes 10 Years Later, Event zum 10. Jahrestag 9/11 in New York von Arts for Art, Gruppenausstellung mit NAUTIK & AUDIO von Lilly Grote und dem 1. Rundfunkbeitrag zum 9/11 von Thomas Nehls
- 2012: 26. Oktober – 6. Dezember 2012, Cine Moon, Galerie Sue de Coucou, Berlin, Gruppenausstellung mit Michel Besnard (Fotografie), Sophie Garnier (Malerei), Lilly Grote (Lichtboxen), Brigitte Schröter (Fotografie)
- 2013: 24. Oktober – 30. Dezember 2013, Grosse Erwartungen, Galerie Sue de Coucou, Berlin
- 2014: 22. November – 20. Dezember 2014, Geteilte Stadt – Divided City Whatulookingart, ArtSpace Pot72, Berlin, Gruppenausstellung mit Fotografien von Christian Schulz, Chris Durham, Christian von Steffelin, Katherine York, Installationen von Lilly Grote und Mira O’Brien
- 2015: 18. Oktober – 28. November 2015, 24h Zukunft, Transform Galerie, Berlin
- 2016: 5. November – 3. Dezember 2016, I.Dot, Transform Galerie, Berlin
- 2016/17: 24. November 2016 – 6. Januar 2017, Zwischenraum, Fabrik.Galerie für gegenwärtige Kunst, Neustrelitz
- 2017: 12.–20. August 2017, 4 / 7 Kunstwerk wechsele dich! Das andere Sammeln, KUBUS, Hannover, Gruppenausstellung
- 2018: 12. November – 21. Dezember 2018, Berlin – Presentation, AVA Galleria, Helsinki, Gruppenausstellung von Michael Arantes Müller, Lilly Grote, Jens Hanke, Daniel Schlemme, Marta von Zeidler